# Viškovo
Viškovo ist eine Gemeinde in Kroatien in der Gespanschaft Primorje-Gorski kotar.
Viškovo liegt östlich von der Stadt Matulji und ist unweit vom Meer entfernt. Das Gemeindegebiet umfasst 20 Quadratkilometer.
Zur Zeit der Volkszählung 2021 hatte die Gemeinde Viškovo 16.084 Einwohner, davon sind 7.832 männlich (48,69 %) und 8.252 (51,31 %). Die Gemeinde besteht aus 7 Ortsteilen: Kosi, Marčelji, Marinići, Mladenići, Saršoni, Sroki und Viškovo.